# Galium crespianum
Galium crespianum es una planta herbácea anual de la familia Rubiaceae. 

## Descripción
Galium crespianum es un endemismo mallorquín que vive en las fisuras de los peñascos, normalmente con orientación norte. Tiene las típicas hojas verticiladas de las rubiáceas. La diferenciamos de otros Galium porque es el más grande que todos los que crecen por las paredes, por su forma de mata redondeada y por el color verde claro de sus hojas. Las flores son amarillas. Florece al principio del verano. 

## Distribución y hábitat
Es nativa del mediterráneo en las Islas Baleares en Dragonera y Mallorca  donde crece en las fisuras de rocas, rellanos de acantilados tanto litorales como de montaña.  

## Taxonomía
Galium crespianum fue descrita por José Demetrio Rodríguez y publicado en Anales de la Sociedad Española de Historia Natural 8: 55, en el año 1879.
Etimología
Galium: nombre genérico que deriva de la palabra griega gala que significa  "leche",  en alusión al hecho de que algunas especies fueron utilizadas para cuajar la leche.
crespianum: epíteto
Sinonimia
- Galium palatinum F.W.Schultz ex Nyman (1879).
- Galium decolorans Bourg. ex Marès (1880), sensu auct.[3][4]